# Фронт Полисарио
Фронтът Полисарио (на арабски:الجبهة الشعبية لتحرير الساقية الحمراء ووادي الذهب) е военна и политическа организация в Западна Сахара.
Организацията възниква през 1973 г. и в първите 2 години от съществуването си води борба против испанската колонизация, а след 1975 г. срещу мавританската и мароканска окупация на Западна Сахара. Организацията се ползва с подкрепата на алжирското правителство. Поради това и голямата част от бежанците от Западна Сахара намират прием в Алжир.
През 1991 г. с посредничеството на ООН е постигнато прекратяване на огъня и е решено година по-късно да се проведе допитване до населението за политическата съдба на Западна Сахара. Мароканската страна обаче съумява да предотврати и до днес провеждането на допитването.
Днес Западна Сахара е разделена на 2 части – западната част е контролирана от Мароко, а източната част (около 1/3 от територията на страната) е под контрола на Полисарио.